# Bobby Cannavale
Robert M. "Bobby" Cannavale, född 3 maj 1970 i Union City, New Jersey, är en amerikansk skådespelare. Han har bland annat haft en återkommande gästskådespelarroll i serien Will & Grace 2004-2006, för vilken han vann en Emmy. Han är även känd för rollen som Bobby Caffey i TV-serien Tredje skiftet. 2013 vann han sin andra Emmy för sin roll som Gyp Rosetti i Boardwalk Empire.

## Filmografi i urval
- 1998–1999 – Trinity (TV-serie) (7 avsnitt)
- 1999–2001 – Tredje skiftet (TV-serie) (38 avsnitt)
- 2002 – Ally McBeal (TV-serie) (6 avsnitt)
- 2003 – Station Agent
- 2003 – Oz (TV-serie) (2 avsnitt; Alonzo Torquemada)
- 2004 – Shall We Dance?
- 2004–2006 – Will & Grace (TV-serie) (15 avsnitt)
- 2006 – Snakes on a Plane
- 2006 – Fast Food Nation
- 2008–2009 – Cold Case (TV-serie) (7 avsnitt)
- 2009 – Cupid (TV-serie) (7 avsnitt)
- 2009 – Snuten i varuhuset
- 2010 – The Other Guys
- 2011 – Win Win
- 2012 – Boardwalk Empire (TV-serie) (12 avsnitt)
- 2012–2013 – Nurse Jackie (TV-serie) (12 avsnitt)
- 2013 – Movie 43
- 2013 – Parker
- 2013 – Blue Jasmine
- 2014 – Chef
- 2014 – Annie
- 2015 – Spy
- 2015 – Ant-Man
- 2015 – Danny Collins
- 2016 – The Fundamentals of Caring
- 2016 – Vinyl (TV-serie) (10 avsnitt)
- 2017 – I, Tonya
- 2017 – Jumanji: Welcome to the Jungle
- 2017 – Mr. Robot (TV-serie) (8 avsnitt)
- 2017 – Tjuren Ferdinand (röst)
- 2018 – Boundaries
- 2018 – Ant-Man and the Wasp
- 2019 – Motherless Brooklyn
- 2019 – The Irishman
- 2019 – The Jesus Rolls
- 2021 – Tom & Jerry (röst)
- 2021 – Thunder Force
- 2021 – Jolt
- 2021 – Nine Perfect Strangers (TV-serie)
- 2021 – Sing 2 (röst)
- 2022 – Blonde
- 2022 – The Watcher (TV-serie)
- 2023 – Ezra
- 2023 – Old Dads
- 2023 – Under bryggan (röst)
- 2024 – Maxxxine
- 2024 – Unstoppable
- 2025 – Blue Moon